# Brandvakt

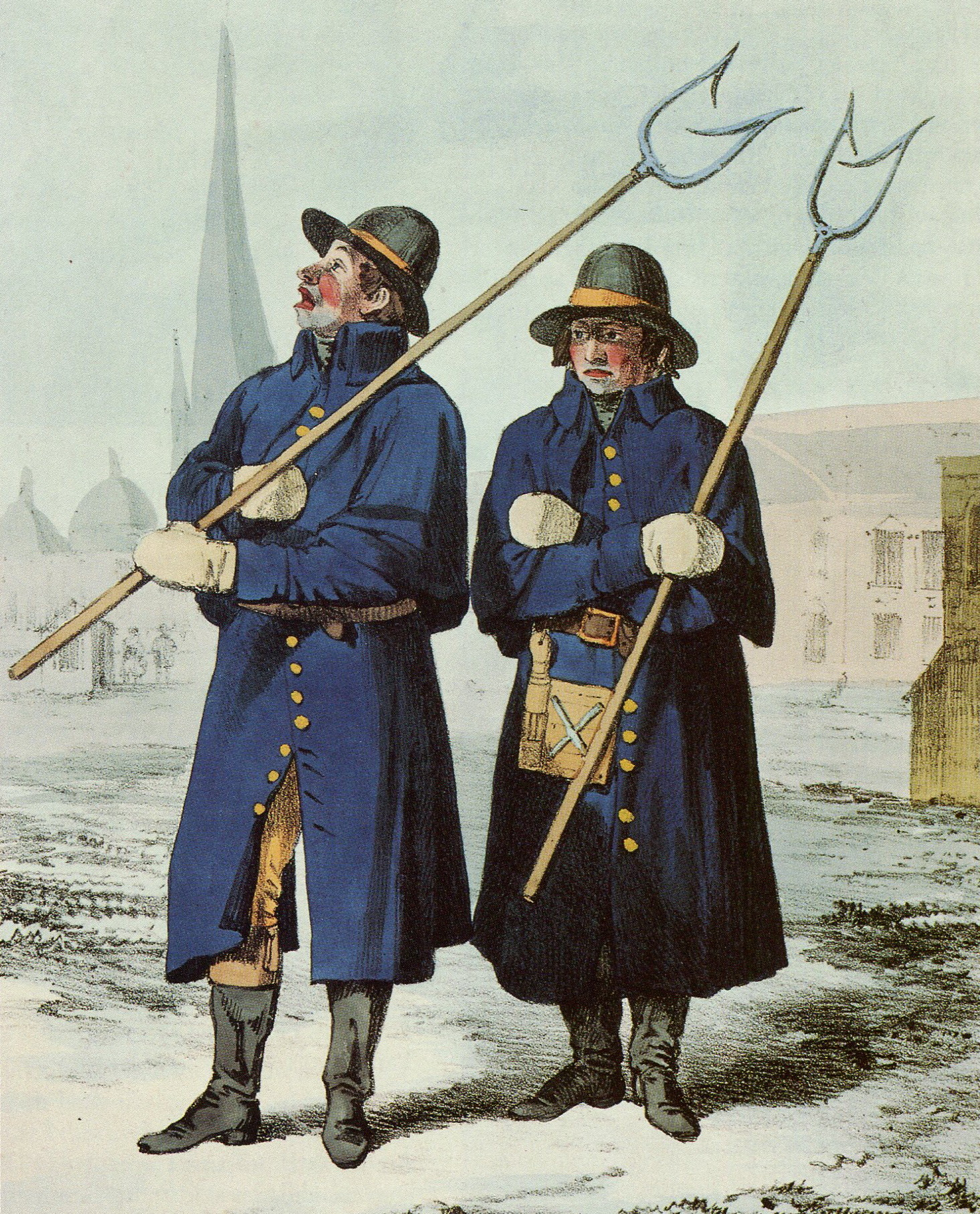
Brandvakter i Stockholm 1822 med väktarsax (brandvaktssax).

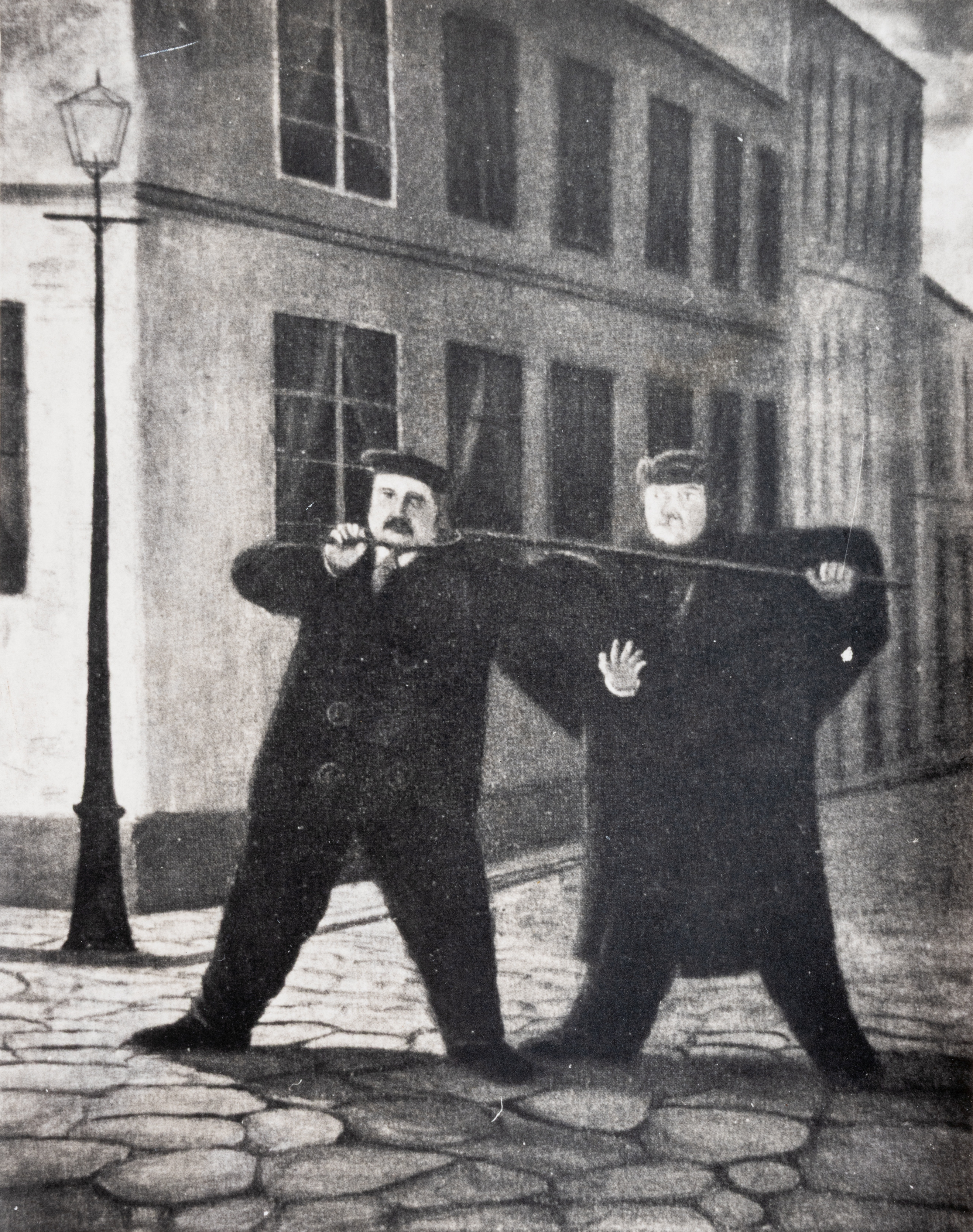
Nattväktare som fångat en nattlig fridstörare i sin väktarsax (nattväktarsax).

Brandvakt eller nattväktare var ett yrke i större städer som inneburit olika arbetsuppgifter, men som ofta  innebar att nattetid håll ordning och sköta brandbevakningen. Med anledning av de ordningsupprättande arbetsuppgifterna har brandvakten sagts vara en föregångare till polisväsendet. Begreppen brandvakt, nattvakt och stadsvakt har ibland använts synonymt men också haft olika betydelser i olika städer och under olika tider. Utöver vakthållning kunde brandvakten i vissa städer, och under vissa perioder även reglera gatubelysning, ha hand om stadens nycklar, meddela tid och vädervariationer. Brandvakten var vanligen beväpnade med exemplvis knölpåk eller någon form av pik, och hade visselpipa eller något annat redskap för att kunna larma om det behövdes.

## Historik
I antikens Rom fanns en brandvaktskår under befäl av den så kallad Triumviri nocturni, men redan i Höga visan, kap. 3 vers 1–3, omskrivs väktare som patrullerar staden om natten:
"Där jag låg i min bädd om natten sökte jag honom

som min själ har kär,

jag sökte honom men fann honom inte.

Jag vill stiga upp och gå omkring i staden,

på gatorna och torgen,

jag vill söka honom som min själ har kär.

Jag sökte honom men fann honom inte.

Väktarna fann mig,

där de gick omkring i staden.

Har ni sett honom som min själ har kär?"
Brandvakter har funnits i Europeiska städer sedan ivarjefall 500-talet, patrullerande eller utposterade på viktiga platser. Frans I av Frankrike hade två särskilda nattvaktskårer, "som funnits i Paris sedan urminnes tider", nämligen Guet Royal som patrullerade till häst och till fots, och Guet assis som hade till uppgift att "sitta och sova med öppna ögon" och vara den kungliga nattvakten till hjälp. Den senare gruppen utgjordes ofta av hantverksfolk som hade denna uppgift vissa specifika nätter.
Som organiserad kår förekom i England Watchmen, ofta kallade Old Charley, först framåt 1400-talet, exempelvis i Exeter år 1408. De patrullerade gatorna med lykta, klocka och gevär. I teaterstycket Mycket väsen för ingenting från år 1600 av William Shakespeare förekommer en scen (akt 3, scen 3) där två brandvakter framställs som inkompetenta, arbetsovilliga och som framförallt inte själva får skapa något oväsen. "Brandvakten: Gudbevars! Nej förr sova än prata; vi äro folk som känna vår instruktion." Scenen slutar med att de båda brandvakterna slår sig ned på kyrktrappan för att sova.

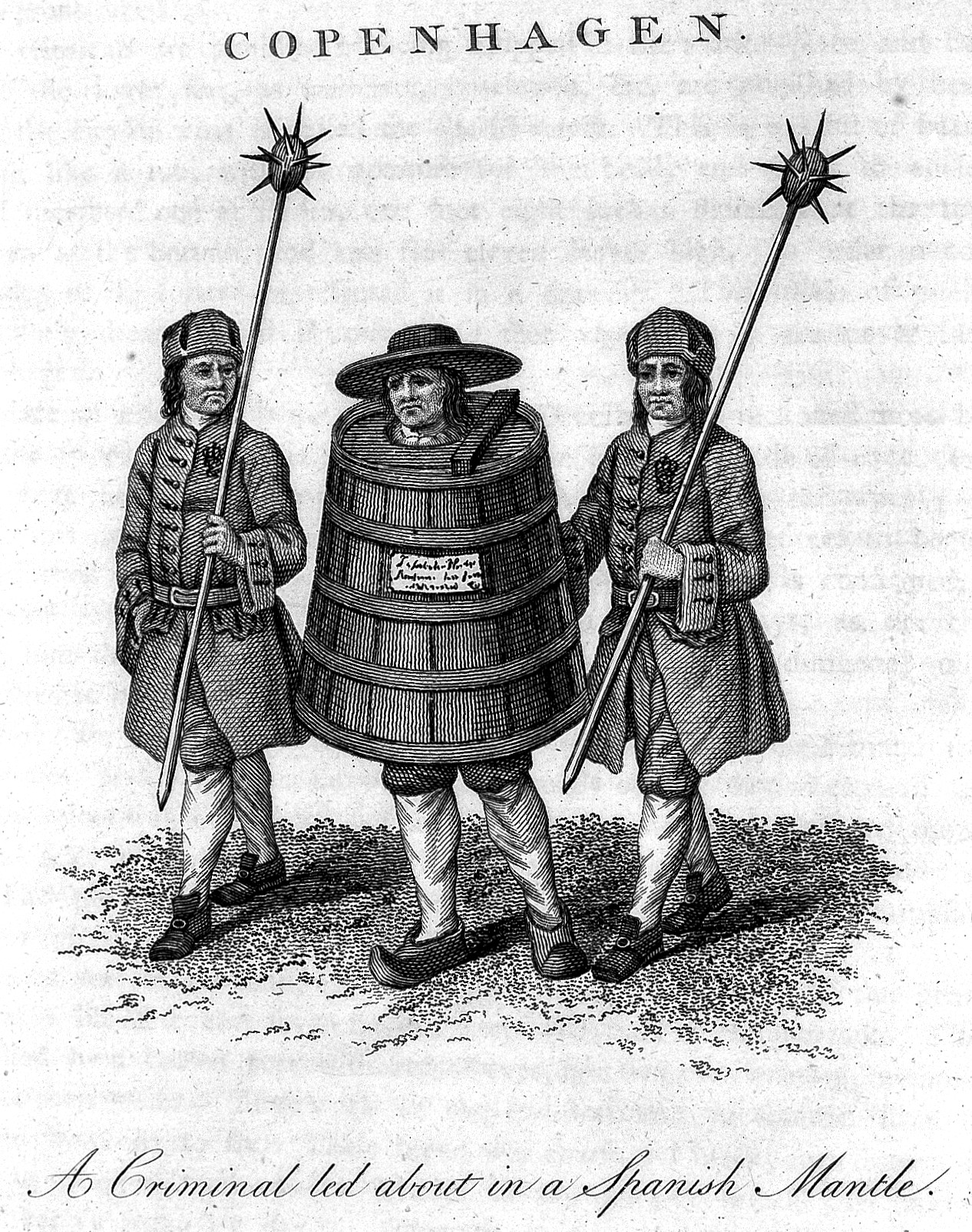
Två danska väktare med en fånge och sina signifikanta vapen som kallades morgonstjerna.

I Stockholm har det funnit beväpnade stadsvakter sedan ivarjefall 1500-talet. 1663 omnämns att 20 av kronans ryttare ska upprätthålla ordning och säkerhet i staden under "de mörkaste nätterna". Dessa beridna nattvakter kallades för Archerer. 1723 togs första besluten om att upprätta en särskild brandvaktskår i Stockholm och från 1729 patrullerade brandvakter i staden om nätterna. De patrullerade två och två. Till en början löd bestämmelser att den ena skulle bära ett läderämbar, en yxa och en handlykta, och den andra en harskramla samt en handbåtshake. Senare bestämmelser statuerade att de istället skulle bära en bygel, även kallad brandvaktssax, vilket var ett gripverktyg med stång, med vilket brandvakten kunde greppa störande personer om halsen. Brandvakternas öknamn "bygling" förkortades senare till "byling" och kom att användas om Stockholms poliser efter 1850 års polisreform, varefter det senare spred sig i landet. I änden av stången satt även en så kallad doppsko som brandvakten stötte i gatstenen när det behövdes förstärkning.

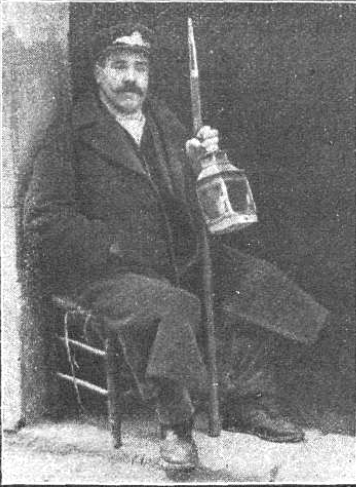
Spansk brandvakt, en så kallad sereno, fotograferad i början av 1900-talet.

Till brandvakter i Stockholm fick inga kvinnor eller pojkar utses, de skulle gå tysta på gatorna utan att prata men varje timme skulle de ropa:
"Klockan är slagen!

Guds nådiga milda och mäktiga hand

Bevare vår stad från eld och brand!

Klockan är... slagen!"
Brandvakten (vægtaren) i Danmark hade många sysslor och bland annat var Köpenhamns brandvakter betrodda med nycklar till stadens alla portar. Det finns källor om nattväktare i Köpenhamn sedan 1440-talet men brandvaktskåren grundades 1681. Dess vapen var en stång med en taggförsedd kula högst upp, den så kallade morgonstjernan. Brandvakterna försvann ifrån städerna i och med utvecklingen av en moderniserad poliskår tillsammans med det elektriska ljuset, telegrafin, klockan och olika brandlarmsanordningar. 1863 beslutade exempelvis Danmarks riksdag att avskaffa brandvakten.